# Route A3002 (Grande-Bretagne)
La route britannique A3002 est une voie de communication menant de Brentford à Hanwell, dans l'ouest du Grand Londres. Historiquement, la voie était dans le comté du Middlesex.

## Tracé

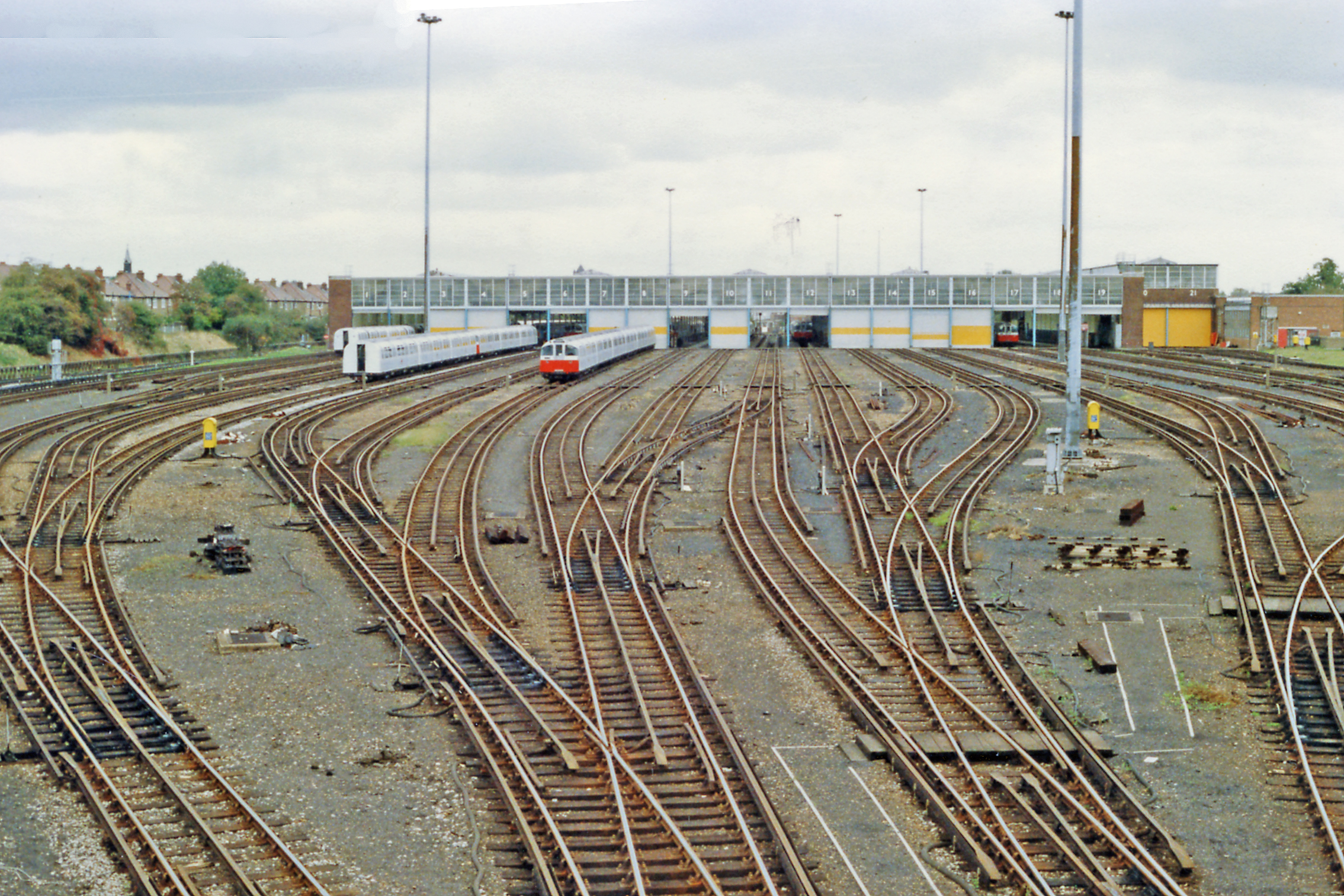
Le dépôt ferroviaire de Northfields, au niveau de la station Boston Manor

Partant de la Brentford High Street (A315) au sud, elle est tout d'abord appelée Half Acre, puis Boston Manor Road. Elle passe alors le carrefour de Windmill Road (B425).
Elle arrive ensuite au carrefour important de la A4, aussi appelée Great West Road, qui à cet endroit prend le nom de Golden Mile, Brentford.
Elle passe ensuite sous la viaduc de l'autoroute britannique M4, et entame une côte qui l'amène à franchir la Piccadilly line en ayant sur sa gauche la station de métro, Boston Gardens, et à droite le dépôt ferroviaire de Northfields.
Elle est alors renommée Boston Road qui est quittée après une bifurcation vers l'ouest nommée Lower Boston Road. La route se termine à la rencontre de la A4020, localement appelée Uxbridge Road.

## Bâtiments remarquables et lieux de mémoire

Bibliothèque publique de Brentford

- Bibliothèque publique de Brentford
- Église Saint-Jean-l'Évangéliste de Brentford
- Campus de Brentford de l'Université de Thames Valley
- Parc Boston Manor, et la demeure historique appelée Boston Manor House
- Parc Blondin
- Parc Elthorne
- Église Saint-Thomas de Brentford

## Desserte
Cette route est desservie par la gare de Brentford et la station de métro Boston Manor. La gare de Hanwell se trouve près de l'extrémité septentrionale de la route.